# Gemeindevertretung (Hessen)
In Hessen ist die von den Wahlberechtigten gewählte Gemeindevertretung das oberste kommunale Organ der Gemeinde (in den Städten führt sie die Bezeichnung Stadtverordnetenversammlung); sie besteht aus den Gemeindevertretern (die in den Städten als Stadtverordnete bezeichnet werden). Sie beschließt über die Angelegenheiten der Gemeinde, kann aber die Beschlussfassung über bestimmte Angelegenheiten auf einen Ausschuss oder den Gemeindevorstand übertragen, sofern es sich nicht um Angelegenheiten handelt, die ausschließlich ihr durch Gesetz übertragen sind. Ferner überwacht sie die „gesamte Verwaltung“. Die „laufende Verwaltung“ führt dagegen der Gemeindevorstand (in den Städten führt er die Bezeichnung Magistrat). Beide Organe sind Kollegialorgane (Magistratsverfassung).
Alle anderen Länder Deutschlands (außer der Kommunalverfassung von Bremerhaven) orientieren sich – spätestens seit den Kommunalverfassungsreformen der 1990er Jahre – an dem Modell der süddeutschen Ratsverfassung mit einem (kollegialen) Gemeinderat und dem „monokratischen“ Bürgermeister. Diese kommunalverfassungsrechtlich herausgehobene „Organ“-Stellung haben die Bürgermeister (Oberbürgermeister und Landräte) in Hessen nicht; die hessische Verfassung bezeichnet sie jedoch als „Leiter der Gemeinden oder Gemeindeverbände“. Rechtsgrundlage für die unechte Magistratsverfassung ist die Hessische Gemeindeordnung.

## Zusammensetzung
Die Gemeindevertreter (und die Stadtverordneten und Kreistagsabgeordneten) werden bei den Kommunalwahlen gewählt. Dabei besteht die Möglichkeit des Kumulierens und Panaschierens. Tritt nur eine Liste an, sind als Personenwahl die Vertreter mit den meisten Stimmen gewählt. Stehen mehrere Listen zur Wahl, erfolgt die Sitzverteilung anhand des prozentualen Anteils der Stimmen pro Liste und nur innerhalb der jeweiligen Liste sind die Bewerber mit den meisten Stimmen gewählt.
Die Zahl der Gemeindevertreter ist abhängig von der Einwohnerzahl und beträgt bei:
| Einwohnerzahl                           | Sitze |
| --------------------------------------- | ----- |
| bis zu 3.000 Einwohnern                 | 15    |
| von 3.001 bis zu 5.000 Einwohnern       | 23    |
| von 5.001 bis zu 10.000 Einwohnern      | 31    |
| von 10.001 bis zu 25.000 Einwohnern     | 37    |
| von 25.001 bis zu 50.000 Einwohnern     | 45    |
| von 50.001 bis zu 100.000 Einwohnern    | 59    |
| von 100.001 bis zu 250.000 Einwohnern   | 71    |
| von 250.001 bis zu 500.000 Einwohnern   | 81    |
| von 500.001 bis zu 1.000.000 Einwohnern | 93    |
| über 1.000.000 Einwohnern               | 105   |

Jede Gemeindevertretung kann beschließen, dass für die nächste Wahlperiode die Zahl der Gemeindevertreter eine Einwohnerstufe niedriger oder eine dazwischen liegende ungerade Zahl gewählt wird. Durch diese gesetzliche Bestimmung soll die Möglichkeit gegeben werden, Kosten zu sparen und auch die Effizienz der Arbeit zu erhöhen.

## Aufgaben
In ihrer ersten Sitzung (im Jargon häufig konstituierende Sitzung genannt), zu welcher der Bürgermeister einlädt (weitere Zuständigkeiten oder Befugnisse hat der Bürgermeister in dieser Sitzung nicht), konstituiert sich das Kollegium selbst durch die Wahl eines Vorsitzenden aus den eigenen Reihen. Die Wahl des Vorsitzenden wird durch das an Jahren älteste Mitglied durchgeführt (im Jargon häufig auch Alterspräsident in Anlehnung an die Bezeichnung in den Parlamenten genannt). Diesem ist kraft Gesetzes vorläufig die Leitung der Versammlung bis zur Wahl des Vorsitzenden übertragen. Danach ist die Gemeindevertretung konstituiert und kann nach Übergabe der Versammlungsleitung wirksame Beschlüsse fassen.
Der Vorsitzende (im Jargon oft als Parlamentsvorsteher bezeichnet) leitet die Sitzung fortan und ist de jure der höchste Repräsentant der Gemeinde. De facto jedoch wird von den Bürgern der (in Hessen seit 1993 direkt gewählte) Bürgermeister als solcher gesehen (Bessere demokratische Legitimation durch Wahl von allen Bürgern), was aber von der Rechtslage nicht gedeckt ist (anders ggf. je nach Kommunalverfassungsvorschrift in den anderen Ländern Deutschlands).
Nach der (Selbst-)Konstituierung der Gemeindevertretung werden die Stellvertreter des Vorsitzenden gewählt. Weiterhin können die ehrenamtlichen Beigeordneten in einem Wahlgang nach den Grundsätzen der Verhältniswahl gewählt werden.  Danach kann über die Anzahl  der Ausschüsse und ihre Mitgliederzahl beschlossen werden sowie darüber, welche Aufgaben an diese sowie den Gemeindevorstand übertragen werden. Die Gemeindevertretung überwacht die gesamte Verwaltung der Gemeinde und die Geschäftsführung des Gemeindevorstands, insbesondere die Verwendung der Gemeindeeinnahmen und stellt den Haushaltsplan auf. Der Gemeindevorstand hat die Gemeindevertretung über die wichtigen Verwaltungsangelegenheiten laufend zu unterrichten und ihr wichtige Anordnungen der Aufsichtsbehörde sowie alle Anordnungen, bei denen die Aufsichtsbehörde dies ausdrücklich bestimmt hat, mitzuteilen.
Die Gemeindevertretung fasst ihre Beschlüsse in öffentlichen Sitzungen (Sitzungszwang). Sie kann für einzelne Angelegenheiten in eng begrenztem Rahmen die Öffentlichkeit ausschließen. Nichtöffentliche Tagesordnungspunkte betreffen schutzwürdige Interessen einzelner Personen (wobei diese in den meisten Gemeinden an den Gemeindevorstand delegiert sind) sowie beispielsweise Grundstücksgeschäfte, bei denen der Gemeinde durch eine Veröffentlichung wirtschaftlicher Schaden entstehen könnte.
Beschlüsse werden (so weit gesetzlich nichts anderes bestimmt ist) mit der Mehrheit der abgegebenen Stimmen gefasst. Bei Stimmengleichheit ist ein Antrag abgelehnt. Stimmenthaltungen und ungültige Stimmen zählen zur Berechnung der Mehrheit nicht mit.
Die Vorentscheidungen und die hauptsächliche Arbeit findet in den (Fach-)Ausschüssen statt, wo Anträge beraten und ggf. abgeändert werden können. Der Ausschussvorsitzende übergibt dann die Empfehlung des Ausschusses an die Gemeindevertretung zur Abstimmung.